# Уинслет, Кейт
Кейт Эли́забет Уи́нслет (англ. Kate Elizabeth Winslet; род. 5 октября 1975, Рединг, Беркшир, Великобритания) — английская актриса театра, кино, телевидения и озвучивания.
Актёрскую карьеру Кейт Уинслет начала в 1991 году, дебютировав на британском телевидении. Дебютом в кино для Уинслет стала картина «Небесные создания» (1994), получившая положительные отзывы кинокритиков. Широкое признание и первую премию BAFTA Уинслет получила, воплотив образ Марианны Дэшвуд в мелодраме «Разум и чувства» (1995), а всемирная известность к ней пришла спустя всего пару лет, после исполнения роли Розы Дьюитт Бьюкейтер в фильме-катастрофе «Титаник» (1997), за которую она получила свою вторую номинацию на премию «Оскар». В дальнейшем она была отмечена в таких фильмах, как «Перо маркиза де Сада» (2000), «Айрис» (2001), «Вечное сияние чистого разума» (2004), «Волшебная страна» (2004), «Как малые дети» (2006), «Чтец» (2008), «Дорога перемен» (2008) и «Стив Джобс» (2015), за которые была номинирована на различные кинонаграды.
Лауреат премии «Грэмми» (2000) за «Лучший речевой альбом для детей». Также принимала участие в качестве вокалистки некоторых саундтреков для фильмов, а её сингл «What If» был хитом в ряде европейских стран. Обладательница многочисленных наград, в том числе премии «Оскар» (2009), лауреат трёх премий BAFTA (1996, 2009, 2016), четырёх премий Гильдии киноактёров США (1996, 2009, 2012, 2022), пяти премий «Золотой глобус» (2009 — дважды, 2012, 2016, 2022), двух премий «Эмми» (2011, 2021) и Почётной премии «Сезар» (2012).
17 марта 2014 года Кейт Уинслет была удостоена именной звезды на Голливудской «Аллее славы».

## Ранние годы и образование
Кейт Уинслет родилась 5 октября 1975 года в Рединге, графство Беркшир, в семье Роджера Джона Уинслета и Салли Энн Бриджес. Кейт имеет британское происхождение, а также ирландские корни со стороны отца и шведские — со стороны матери.
Её бабушка и дедушка по материнской линии были актёрами и руководили театральной труппой Рединга. Мать Уинслет работала няней и официанткой, а отец, актёр, устраивался на подработку, чтобы прокормить семью. Две их другие дочери, Бет Уинслет (род. 1978) и Анна Уинслет (род. 1972), тоже стали актрисами, хотя куда менее успешными, чем Кейт. Брат актрисы, Джосс, прекратил актёрскую карьеру. Семья испытывала финансовые трудности. Они жили на бесплатное питание и получали поддержку от благотворительной организации под названием The Actors' Charitable Trust.
Уинслет посещала начальную школу Англиканской церкви Святой Марии и всех святых. Когда ей было пять лет, она впервые появилась на сцене в роли Мэри в школьной постановке «Рождественской пьесы». Она описывает себя как ребёнка с избыточным весом, одноклассники называли её толстушкой (Blubber) и издевались над ней из-за внешности. Но это не остановило её. В возрасте одиннадцати лет она начала изучать основы актёрского мастерства в школе Redroofs Theatre School и проучилась там до 1992 года.
Она снималась в рекламе Sugar Puffs и дублировала зарубежные фильмы. В школе была назначена старостой, принимала участие в постановках «Алиса в Стране чудес» и «Лев, колдунья и платяной шкаф», а также сыграла главную роль Венди Дарлинг в «Питере Пэне». Одновременно Уинслет работала в театральной компании «Starmaker» в Рединге. Участвовала более, чем в двадцати их сценических постановках, но её редко выбирали на главную роль из-за веса. Тем не менее, она сыграла ключевые роли мисс Агаты Ханниган в «Энни», волчицы в «Книге джунглей» и Лены Марелли в «Багси Мэлоуне».

## Актёрская карьера

### Начало карьеры
Впервые Кейт появилась перед камерой в семилетнем возрасте, снявшись в рекламном ролике для хлопьев. В 1990 году она дебютировала на телевидении, получив эпизодическую роль в фильме Shrinks, и на протяжении трёх лет снималась в телесериалах. В 1991 году на съёмках одного из них — научно-фантастического сериала BBC под названием «Тёмное время года» — юная актриса завязала роман со своим партнёром, двадцативосьмилетним актёром Стивеном Тредром (их отношения продлились четыре года, а в 1997 году Стивен умер от рака). Также в начале 1990-х Кейт периодически играла в театре: так, она исполнила роль Венди в постановке «Питер Пэн».
Первая серьёзная работа, которая стала дебютом актрисы в полнометражном кино, досталась Кейт в 1994 году. Режиссёр Питер Джексон выбрал её из 175 претенденток на роль Джульет Хьюм в своём новом триллере «Небесные создания». Сюжет фильма, ради которого актриса отправилась в Новую Зеландию, был основан на реальных трагических событиях 1952 года, когда девочка-подросток Джульет Хьюм подговорила свою подругу Полин Паркер убить её мать после того, как та усмотрела в их дружбе гомосексуальные мотивы и запретила им видеться. В итоге фильм собрал ряд престижных наград, и Уинслет не осталась в стороне, получив за блестящее исполнение роли юной убийцы премию Лондонского общества кинокритиков в категории «Лучшая британская актриса».
В 1995 году, после посредственного диснеевского фильма-сказки «Первый рыцарь при дворе короля Артура», где Уинслет снялась в роли принцессы Сары, а её партнёром был тоже начинающий свой творческий путь Дэниел Крейг, последовала важная веха в развитии её карьеры — мелодрама Энга Ли «Разум и чувства» по мотивам классического романа Джейн Остин. Актриса сыграла Марианну, среднюю из трёх сестёр Дэшвуд, — страстную и импульсивную девушку, а роль старшей и более рассудительной сестры исполнила Эмма Томпсон. Картина снискала признание у публики, собрав около 134 миллионов долларов в мировом прокате, и была удостоена двух с лишним десятков кинонаград. Три из них получила Уинслет, в том числе награду BAFTA и премию Американской Гильдии киноактёров в категории «Лучшая актриса второго плана». Также 20-летняя актриса, по мнению критиков, «лучшая из всего актёрского состава», была номинирована на «Оскар» и «Золотой глобус» в вышеупомянутой категории.

### Признание
Два следующих фильма Кейт Уинслет вышли в 1996 году. Сначала она в паре с Кристофером Экклстоном снялась в мелодраме «Джуд» по мотивам последнего романа Томаса Харди, а затем, по приглашению Кеннета Браны, предстала в роли Офелии в «Гамлете». Брана предложил Кейт принять участие в картине без предварительного прослушивания, так как двумя годами ранее она пробовалась на роль Элизабет в его предыдущем фильме «Франкенштейн Мэри Шелли» и произвела на режиссёра сильное впечатление. Пока шли съёмки, Уинслет встречалась с Руфусом Сьюэллом, исполнителем роли Фортинбраса, но спустя три месяца их роман завершился. Игра актрисы вновь была отмечена несколькими наградами и номинациями.
В 1997 году, выиграв кастинг на главную женскую роль в «Титанике» Джеймса Кэмерона (сообщение о победе пришло, когда она ещё снималась у Браны), Кейт снялась в этом фильме-катастрофе и стала звездой кино. Этот фильм, центральными сюжетами которого были столкновение парохода с айсбергом и трагическая история любви красавицы-аристократки Розы, героини Кейт Уинслет, и простого парня Джека, персонажа Леонардо Ди Каприо, завоевал рекордное количество кинонаград, в том числе 11 «Оскаров». Кейт была номинирована на «Оскар», но жюри присудило премию Хелен Хант за фильм «Лучше не бывает».

### После «Титаника»
Новообретённый звёздный статус позволил актрисе строить карьеру по своему усмотрению. Она отклонила предложение сняться в двух костюмных мелодрамах «Влюблённый Шекспир» и «Анна и король» (роли отошли соответственно Гвинет Пэлтроу и Джоди Фостер) и в 1998 году снялась в роли матери-одиночки в менее заметном фильме, драме «Экспресс в Марракеш», однако её участие не спасло картину от провала в прокате. Первую неудачу Уинслет компенсировал тот факт, что на съёмках она познакомилась с помощником режиссёра Джимом Триплтоном и 22 ноября 1998 года вышла за него замуж.
Далее актриса продолжала выбирать только те фильмы, которые казались ей интересными, предпочитая работать не ради внушительного гонорара, а из-за образов, которые её вдохновляли. В 1999 году она попросила режиссёра Макса Ньюсома подобрать для неё роль в его драме «Погружение». Бюджет был невысок — всего 30 тысяч фунтов, — и актриса согласилась работать бесплатно. Фильм был снят, но долго пролежал на полке и был представлен британскому зрителю только в 2003 году. В том же 1999 Кейт Уинслет снялась у Джейн Кэмпион в картине «Священный дым». В этом фильме рассказывалась история молодой австралийки Рут Баррон, которая во время путешествия по Индии попала под влияние местного гуру. Обеспокоенные родители вызвали девушку обратно домой, в Австралию и, чтобы вернуть её к реальности, наняли специалиста-психолога Уотерса, на роль которого режиссёр пригласила Харви Кейтеля (у них уже был крайне успешный опыт совместной работы над фильмом «Пианино»). На противостоянии характеров главных героев и был основан сюжет картины.

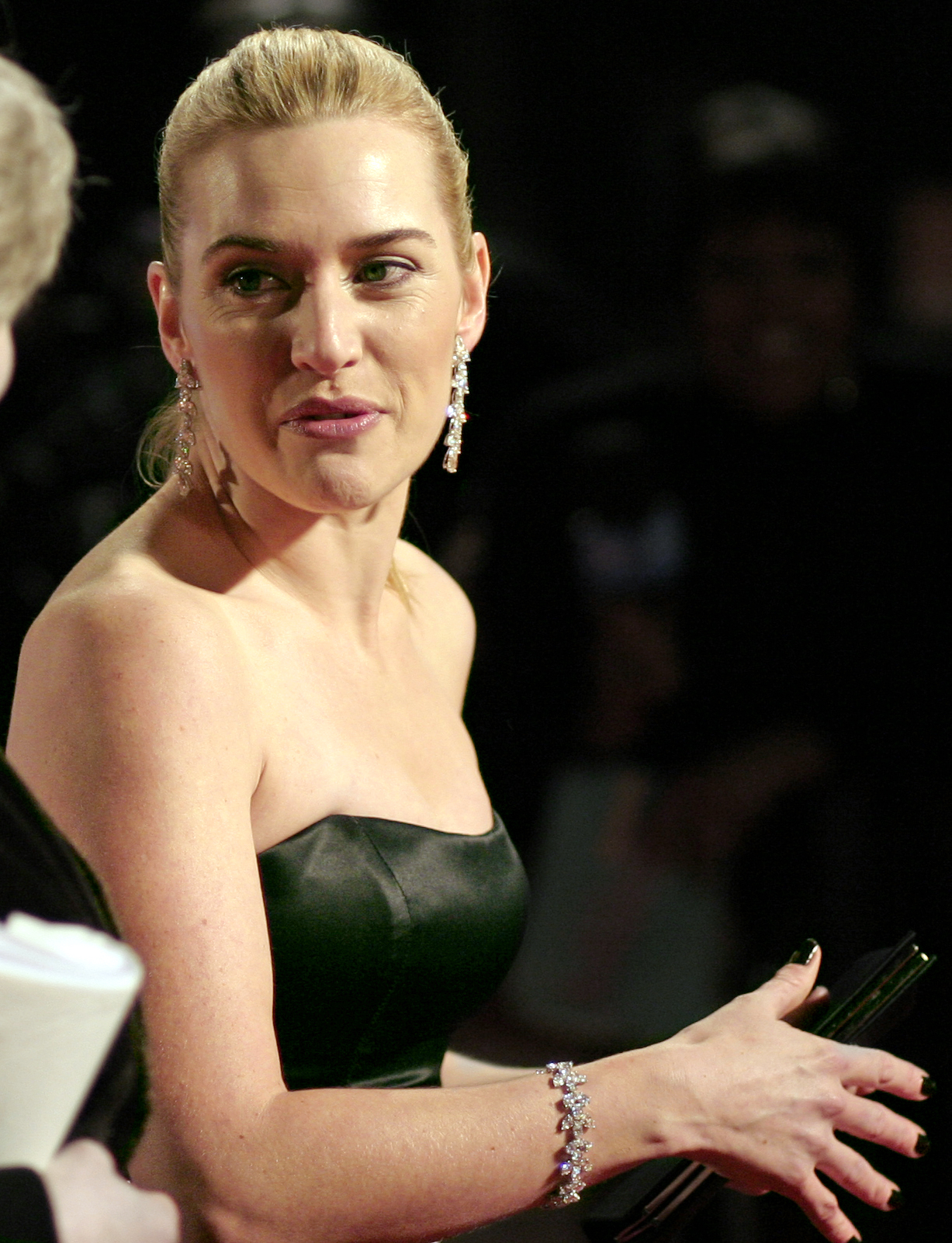
Кейт Уинслет на церемонии вручения премии BAFTA в феврале 2007 года

Следующим фильмом Кейт стала историческая драма — впервые после «Титаника» — под названием «Перо маркиза де Сада», вышедшая на экраны в 2000 году. В этом фильме о последних годах жизни знаменитого распутника, когда он был признан сумасшедшим и помещён в психиатрическую лечебницу Шарантон, Уинслет сыграла Мадлен Леклер, больничную горничную, а её партнёрами стали Джеффри Раш, Хоакин Феникс и Майкл Кейн. Картина была выдвинута на ряд кинонаград (значительная часть из них принадлежала Рашу, исполнившему роль маркиза) и собрала благожелательные отзывы прессы, которая отметила высокое качество игры всего актёрского состава.
Также в 2000 году Кейт Уинслет приняла участие в записи альбома под названием «Listen To the Storyteller» и получила за него премию «Грэмми» в категории «Лучший альбом разговорного жанра для детей».
В 2001 году Уинслет приняла участие в озвучке двух мультфильмов — экранизации рассказа Чарльза Диккенса «Рождественская сказка», которая вошла в программу кинофестиваля в Торонто, и короткометражного мультфильма по мотивам книги Майкла Формана «Игра в войну», премьера которого состоялась на Берлинском кинофестивале 11 февраля 2002 года. Для саундтрека первого мультфильма Кейт исполнила балладу под названием «What If?», которая затем была выпущена в Великобритании отдельным синглом и в июне 2001 года вошла в десятку национального хит-парада.
Далее она снялась в военном триллере «Энигма», события которого разворачивались в Великобритании в 1943 году. Актриса исполнила роль подруги математика, пытающегося взломать коды, которые фашисты использовали для сообщения со своими подводными лодками. Этот фильм провалился в прокате, собрав всего 15 миллионов долларов — лишь половину суммы, которая была затрачена на его производство. Комментарии критиков тоже свидетельствовали о провале: они отмечали недостаток необходимого для триллера саспенса, называли фильм «скучным» (хотя и не лишённым очарования) и сравнивали его с твидовым пиджаком с потёртыми заплатками на локтях, то есть ладно скроенным, но старомодным и недостаточно сексуальным.
Эту неудачу полностью возместила биографическая драма «Айрис», в которой актриса снялась в том же 2001 году. В основу сюжета фильма, повествующего о жизни романистки Айрис Мёрдок, легли воспоминания её супруга, с которым писательница прожила более сорока лет до самой своей смерти в 1999. Кейт Уинслет исполнила роль Мёрдок в молодости, а в более зрелом возрасте её сыграла Джуди Денч. Примечательно, что за одну и ту же роль обе актрисы были номинированы на премии «Оскар» и «Золотой глобус». Это был второй случай в карьере Кейт, когда она номинировалась на «Оскар» вместе с актрисой, исполнившей ту же роль, но в другой возрастной категории — ранее вместе с Кейт выдвигалась Глория Стюарт, сыгравшая постаревшую Розу в «Титанике». Фильм собрал не только внушительное количество премий и номинаций, но и получил хвалебные отзывы прессы; критики писали, что игра актрис была одинаково убедительна, а Кейт Уинслет смотрелась блестяще в роли молодой Мёрдок.

### Продолжение карьеры
В плане карьеры 2003 год сложился для Кейт Уинслет не слишком удачно. На экраны вышла криминальная драма Алана Паркера «Жизнь Дэвида Гейла», где Кейт снялась в паре с Кевином Спейси. Актриса исполнила роль журналистки Битси Блум, которая приезжает в тюрьму с целью взять интервью у заключённого-смертника — профессора Техасского университета Дэвида Гейла, персонажа Спейси. Гейл, в прошлом активист движения за отмену смертной казни, попал за решётку в результате ложного обвинения в изнасиловании и убийстве, и Блум путём долгих разговоров с ним пытается восстановить истинную картину произошедшего. Несмотря на то, что фильм вошёл в число номинантов на главную премию Берлинского кинофестиваля, он был осмеян критиками, которые сочли детище Паркера нарочитым и глупым вздором. Помимо этого, фильм провалился и в плане кассовых сборов.

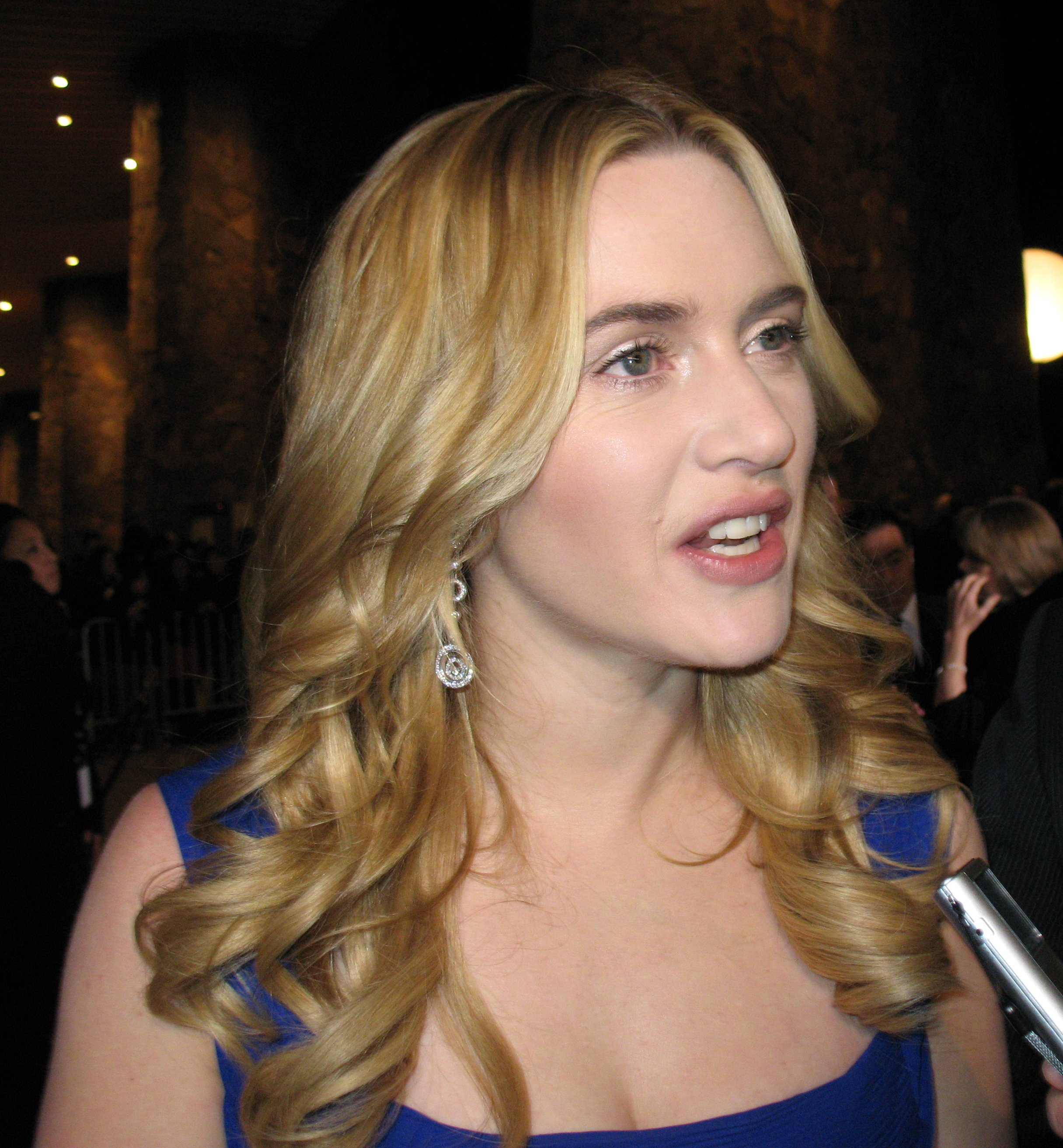
Кейт Уинслет на кинофестивале Palm Springs International в 2007 году

Следующая работа Кейт Уинслет с лихвой возместила этот провал. Первым фильмом 2004 года для неё стала пронзительная мелодрама Мишеля Гондри «Вечное сияние чистого разума», снятая по сценарию Чарли Кауфмана. Героиня актрисы по имени Клементина стирает из памяти все воспоминания о своём возлюбленном Джоэле (его сыграл Джим Керри, на этот раз вышедший за рамки своего обычного комического амплуа), отношения с которым «зашли в тупик». Джоэль делает то же самое. Однако, затем жизнь снова сводит их вместе — забыв о прошлом, Джоэль и Клементина знакомятся и влюбляются друг в друга заново. Кейт вновь отлично справилась с ролью — её называли «сердцем картины», а кинокритики США особенно отмечали безукоризненный американский акцент актрисы. За роль Клементины она получила четвёртую номинацию на премию «Оскар», а также была номинирована на премию BAFTA и «Золотой глобус».
Вторым фильмом актрисы, выпущенным в 2004 году, была биографическая драма Марка Форстера «Волшебная страна», повествующая о нескольких месяцах из жизни писателя Джеймса Барри (его сыграл Джонни Депп), на протяжении которых он общался с детьми Сильвии Дэвис, героини Кейт Уинслет, и писал своё самое известное произведение — «Питера Пэна». Фильму сопутствовали все признаки успеха — номинация на премию «Оскар», большие сборы в прокате и благожелательные отзывы прессы. Также в этом году Кейт Уинслет озвучила львицу по кличке Зуки, одну из героинь британского телефильма о львах под названием «Львиная семейка».

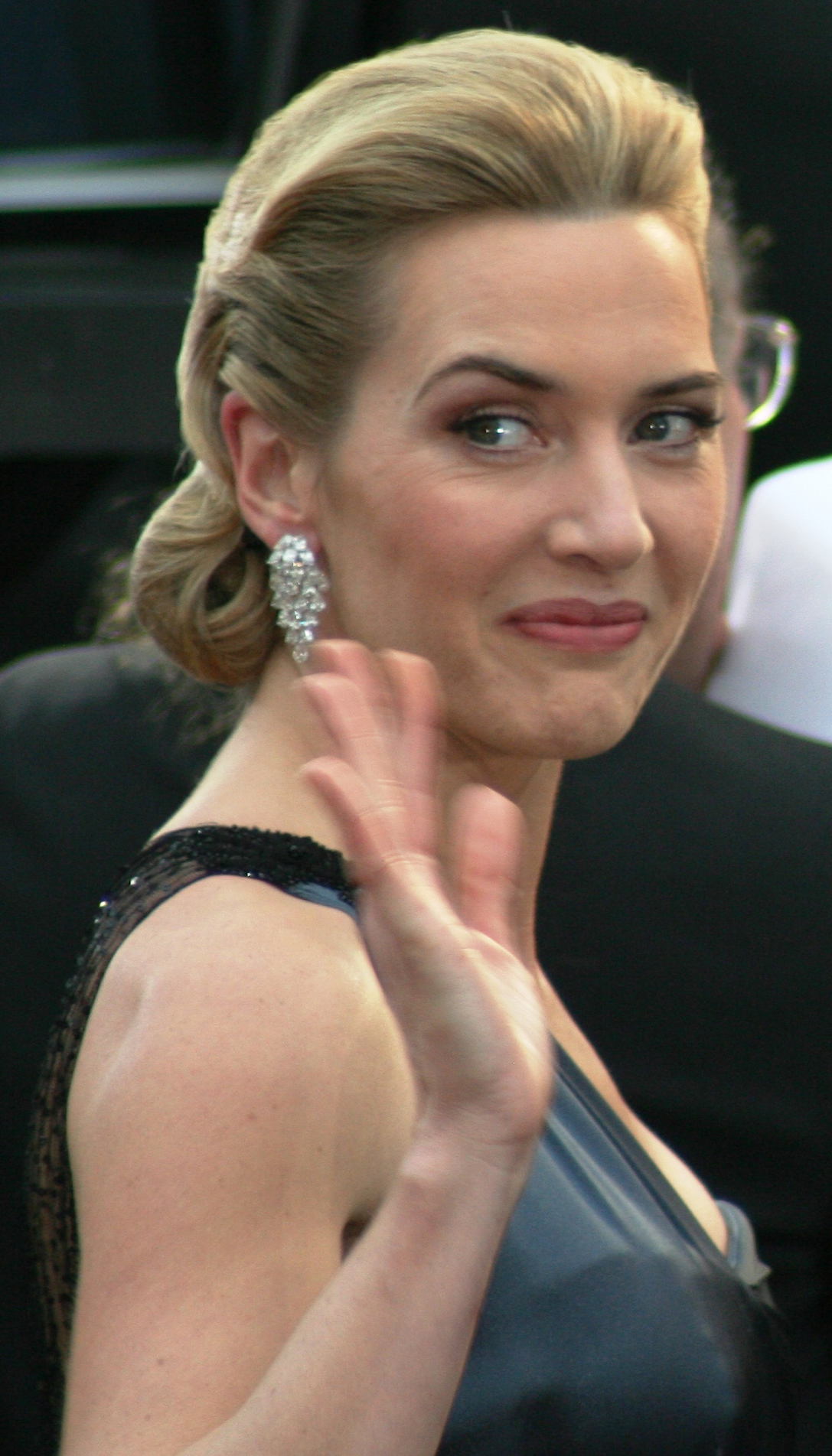
Кейт Уинслет на 81-й церемонии вручения премии «Оскар» в 2009 году

В 2005 году актриса снялась в роли второго плана в эксцентричной музыкальной комедии «Любовь и сигареты». Режиссёром и автором сценария был Джон Туртурро, а из известных актёров в фильме играли Джеймс Гандольфини (он исполнил роль мостостроителя Ника Мердера, рыжеволосую любовницу которого и сыграла Уинслет), Сьюзан Сарандон, Стив Бушеми и Кристофер Уокен. Картина вошла в конкурсную программу Венецианского кинофестиваля, где и состоялась её премьера 6 сентября 2005 г. В том же году Уинслет появилась в рекламном ролике кредитных карт American Express и отклонила предложение Вуди Аллена сняться в его новом фильме «Матч пойнт», объяснив отказ желанием больше времени проводить с семьёй. В итоге роль отошла Скарлетт Йоханссон.
В 2006 году Кейт Уинслет приняла участие в четырёх проектах. Первым стала мелодрама Тодда Филда «Как малые дети», представленная в сентябре на четырёх кинофестивалях. Героиня Кейт — несчастливая в браке тридцатилетняя женщина Сара Пирс. Муж пренебрегает ею, увлёкшись порно в интернете, забота о дочери, превратившаяся в ежедневную рутину, её тяготит. Однажды на детской площадке она знакомится с молодым отцом Брэдом, который гуляет там со своим ребёнком, и вступает с ним в связь. Игра актрисы снискала высокую оценку критиков: по их мнению, она настолько глубоко вжилась в роль, что зритель может прочувствовать её героиню, современную мадам Бовари, до кончиков нервов. Актриса в пятый раз была номинирована на «Оскар» и вновь не смогла заполучить заветную статуэтку, уступив победу Хелен Миррен.
Вторая картина актрисы, вышедшая в 2006, — это драма «Вся королевская рать» по роману Роберта Пенна Уоррена, написанного по мотивам биографии губернатора Луизианы Хью Лонга. Помимо Кейт Уинслет ведущие роли исполнили Шон Пенн, Джуд Лоу и Энтони Хопкинс. Эта картина — ремейк оскароносного фильма 1949 года и третья работа режиссёра Стивена Заилляна — получила очень сдержанную критику. В частности, было высказано мнение, что режиссёр впустую растратил талант первоклассного актёрского состава. Премьера фильма в России была заявлена на 30 декабря 2006 года.

Также в этом году Кейт Уинслет озвучила мышь Риту в мультфильме «Смывайся!» и вместе с Камерон Диас, Джудом Лоу и Джеком Блэком снялась в романтической комедии «Отпуск по обмену» о любовных неурядицах двух молодых женщин. Премьера фильма в Европе состоялась в декабре 2006 года.

### Триумф и премия «Оскар»
В конце 2008 года вышли сразу два фильма с участием Кейт: «Дорога перемен» и «Чтец».
«Дорога перемен» — это воссоединение Кейт Уинслет и Леонардо Ди Каприо впервые с 1997 года, когда эта пара покорила зрителей, сыграв Джека и Роуз в одном из самых кассовых фильмов всех времён — «Титанике». Но фильм 2008 года не о расцвете любви, а о её закате. Герои Ди Каприо и Кейт Уинслет мечтали о многом: она хотела стать актрисой, он тоже думал о творческой профессии. Прошли годы, мечты так и остались мечтами: он работает в пыльном офисе, она занимается воспитанием детей. Но они начинают осознавать, что подобная жизнь их не устраивает. Также примечательно, что режиссёром этого фильма стал муж Уинслет, создатель «Красоты по-американски», — Сэм Мендес. За эту роль Кейт Уинслет получила премию «Золотой глобус» в категории «Драма».
«Чтец» — экранизация знаменитого одноимённого романа Бернхарда Шлинка. Эта история о любви совсем юного немецкого мальчика и уже зрелой женщины, обвинённой в геноциде. Первоначально Кейт Уинслет получила роль, однако, из-за проблем с предыдущим фильмом, «Дороги перемен», её заменила Николь Кидман. Вскоре Кидман отказалась продолжать съёмки из-за беременности, и Кейт вернулась работать в фильм. И Кейт выпал очередной шанс доказать, что она — прекрасная актриса. Её игра вновь была благоприятно оценена кинокритиками. За эту роль она получила премию «Золотой глобус» и премию Гильдии актёров. Меньше, чем через месяц состоялась церемония вручения премии «Оскар». И, чуть ли не впервые в своей жизни, Кейт являлась фаворитом. Про каждую из предыдущих своих номинаций на самую престижную премию в современной киноиндустрии она говорила, что чувствовала, что ещё не пришло её время. 22 февраля 2009 года стал днём её триумфа — она, наконец, получила премию «Оскар».

### 2011—2022
Кейт Уинслет получила главную роль в мини-сериале «Милдред Пирс», премьера которого состоялась весной 2011 года на кабельном телеканале HBO. Сериал является ремейком одноимённого фильма 1945 года. За эту роль в 2011 году она была удостоена премий «Эмми» в категории «Лучшая актриса в мини-сериале или телефильме» и «Золотой глобус» в номинации «Лучшая женская роль — мини-сериал или телефильм». Она также появилась в триллере Стивена Содерберга «Заражение», премьера которого состоялась в сентябре 2011 года, и в кинокомедии «Резня» режиссёра Романа Поланского. За «Резню» Уинслет получила ещё одну номинацию на «Золотой глобус», в этот раз как «Лучшая актриса — комедия или мюзикл».
В 2012 году Уинслет приняла участие вместе с Джошом Бролином и Тоби Магуайром в съёмках предстоящего фильма «День труда», адаптации романа Джойс Мэйнард. В конце этого же года королева Великобритании Елизавета II нарекла Кейт Уинслет командором ордена Британской империи, отметив «высокое мастерство» актрисы.
Первый фильм с участием Уинслет, вышедший в 2013 году, — комедия «Movie 43». Эпизод, в котором она снималась, был срежиссирован Питером Фаррелли.
17 марта 2014 года киноактриса получила именную звезду на Голливудской «Аллее славы».
В 2022 году началась работа над мини-сериалом «Режим», в котором Уинслет играет главную роль, а также является исполнительным продюсером.

## Оценка творчества и признание
Канадский кинокритик Джон Фут назвал Кейт Уинслет «величайшей актрисой» и сравнил её с Мерил Стрип:

«Есть ли что-нибудь, что она не может сделать? Я вижу в ней того же самого врождённого гения, которого я вижу в Мерил Стрип — способность заняться любой ролью с разнообразной точностью».
Оригинальный текст (англ.)"Is there anything she cannot do? I see in her the same innate genius I see in Meryl Streep, that ability to tackle any role with diverse precision."
Кинокритик Дэвид Эдельштейн в свою очередь описал Кейт как «самую лучшую англоговорящую актрису своего поколения».
Кейт Уинслет также поставила рекорд — она смогла удостоиться более 3-х номинаций на «Оскар» до наступления 30-летия. Это отмечал критик Барри Норман, который счёл Кейт не только «особенной», но и назвал её «лучшей актрисой Великобритании»:

«Только посмотрите на её рекорд — уже пять номинаций на „Оскар“.<…> Ни одна актриса её возраста никогда к такому и близко не подходила».
Оригинальный текст (англ.)"Just look at her record — five Oscar nominations already.<...>No other actress of her age has ever come close to matching that."
Дизайнер автомобилей Jaguar Ян Каллум заявил, что Кейт стала для него источником вдохновения при разработке модели Jaguar XK: «Кейт Уинслет — мой идеал женщины. У неё отличная фигура, она настоящая британка, открытая и талантливая. Как и моя машина, она обладает содержанием, внутренним миром, а не просто привлекательной внешностью».

## Личная жизнь

### Отношения и убеждения
В 16 лет Кейт встретила актёра и писателя Стивена Тредра, и между ними завязался роман, продлившийся четыре с половиной года. В 1995 году они расстались, но оставались близкими друзьями. Через два года Стивен Тредр умер от рака костей.

Актриса на протяжении долгих лет поддерживает крепкие дружеские отношения с актёром Леонардо Ди Каприо, работавшим с ней на съёмках фильмов «Титаник» и «Дорога перемен».

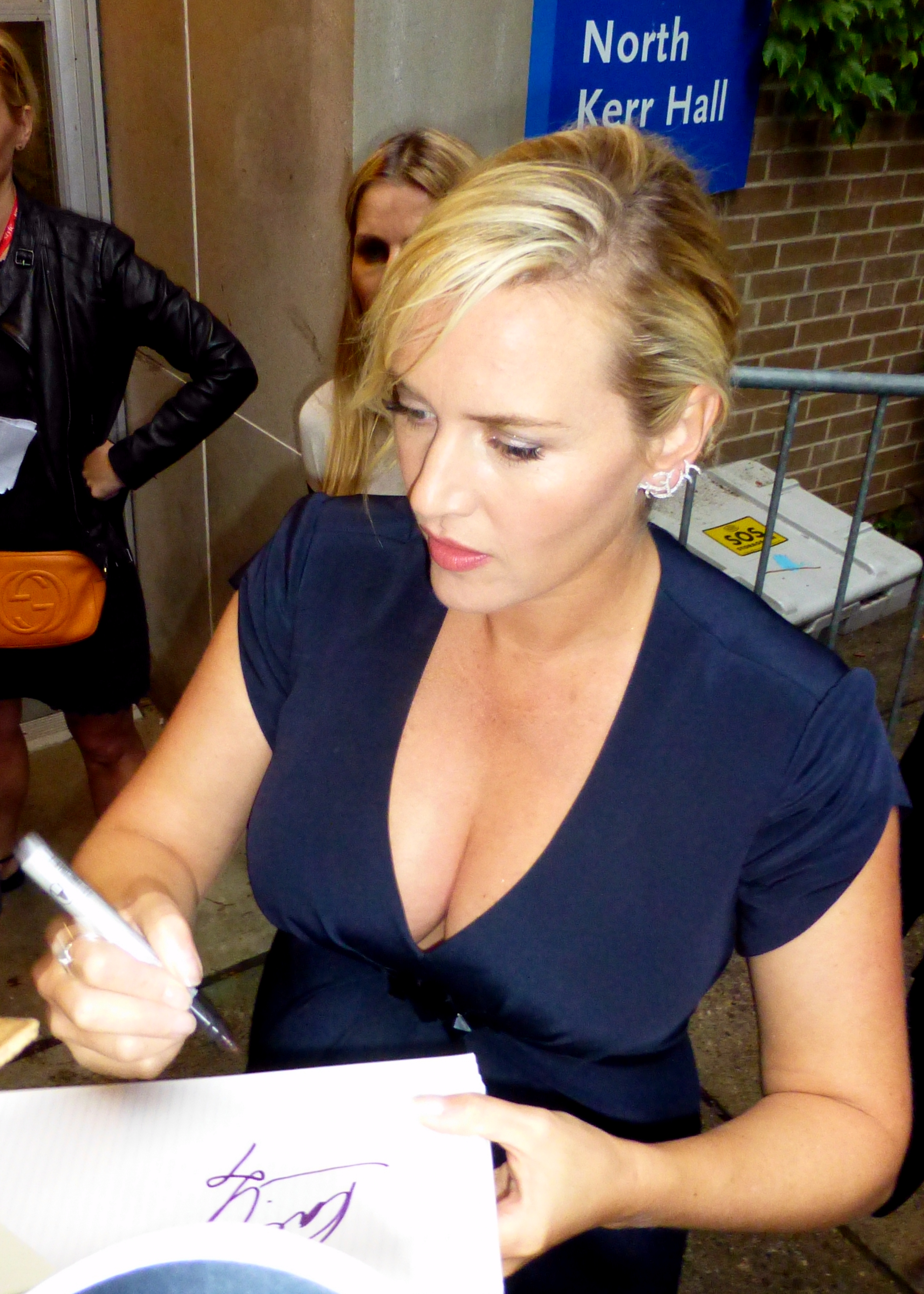
Кейт Уинслет на кинофестивале в Торонто, 7 сентября 2013 года.

22 ноября 1998 года Кейт Уинслет вышла замуж за режиссёра Джеймса Триплтона, с которым она познакомилась годом ранее. В 2000 году в семье родилась дочь Миа Триплтон. Однако брак просуществовал недолго — уже в декабре 2001 года Кейт и Джим развелись.
Вторым мужем Кейт стал кинорежиссёр Сэм Мендес. Свадьба состоялась 24 мая 2003 года на острове Ангилья. Их сын, Джо Алфи Уинслет Мендес, родился 22 декабря 2003 года в Нью-Йорке. В марте 2010 года Кейт Уинслет и Сэм Мендес объявили о расставании, и в этом же году их брак распался.
В августе 2011 года, отдыхая на острове Неккер, Кейт познакомилась с миллионером Недом Рокнроллом (24 июня 1978 г.р.). С лета 2012 года пара встречалась, а уже в сентябре было объявлено, что они переехали жить из Нью-Йорка в Великобританию. 2 декабря 2012 года Кейт Уинслет и Нед Рокнролл поженились, свадебная церемония прошла в Нью-Йорке. 7 декабря 2013 у них родился первенец — сын Беар Блэйз Уинслет.
Кейт Уинслет не вегетарианка, однако является активной сторонницей PETA. В 2010 году в видео организации PETA Кейт призывала бойкотировать рестораны, предлагающие в меню фуа-гра.

### В прессе
Вес Кейт Уинслет на протяжении многих лет освещался в средствах массовой информации. В феврале 2003 года британский журнал GQ опубликовал фотографии Кейт, подвергнутые цифровой обработке, в результате которой она выглядела значительно худее. Тогда актриса выступила с заявлением о том, что изменения были сделаны без её согласия. Она сказала: «Я просто не хочу, чтобы люди думали обо мне как о лицемерке, и что я внезапно потеряла 30 фунтов». Журнал впоследствии принёс свои извинения.
В 2009 году Кейт выиграла иск в суде против британской газеты The Daily Mail после того, как в ней было напечатано, что она лгала о своей программе упражнений для людей с избыточным весом. В этом же году её признали обладательницей самого привлекательного тела по опросу издания The Daily Telegraph.
В 1996 году Кейт вошла в список 50 самых красивых людей мира по версии американского журнала People.

## Актёрские работы

### Кино и телевидение
| Год       |     | Русское название                      | Оригинальное название                 | Роль                     |
| --------- | --- | ------------------------------------- | ------------------------------------- | ------------------------ |
| 1991      | с   | Чёрный сезон                          | Dark Season                           | Рит                      |
| 1992      | мтф | Англосаксонские позы                  | Anglo Saxon Attitudes                 | Кэролайн Дженнингтон     |
| 1992—1993 | с   | Вернуться                             | Get Back                              | Элеанор Свит             |
| 1993      | с   | Катастрофа                            | Casualty                              | Сюзанна                  |
| 1994      | ф   | Небесные создания                     | Heavenly Creatures                    | Джульет Хьюм             |
| 1995      | ф   | Первый рыцарь при дворе короля Артура | A Kid in King Arthur’s Court          | Принцесса Сара           |
| 1995      | ф   | Разум и чувства                       | Sense and Sensibility                 | Марианна Дэшвуд          |
| 1996      | ф   | Джуд                                  | Jude                                  | Сью Брайдхед             |
| 1996      | ф   | Гамлет                                | Hamlet                                | Офелия                   |
| 1997      | ф   | Титаник                               | Titanic                               | Роза Дьюитт Бьюкейтер    |
| 1998      | ф   | Экспресс в Марракеш                   | Hideous Kinky                         | Джулия                   |
| 1999      | мф  | Гарри в стране Фей                    | Faeries                               | Бриджит                  |
| 1999      | ф   | Священный дым                         | Holy Smoke                            | Рут Баррон               |
| 2000      | ф   | Перо маркиза де Сада                  | Quills                                | Мадлен Леклер            |
| 2001      | кор | Игра в войну                          | War Game                              | Энни                     |
| 2001      | ф   | Энигма                                | Enigma                                | Эстер Уоллес             |
| 2001      | мф  | Рождественская сказка                 | Christmas Carol: The Movie            | Белл                     |
| 2001      | ф   | Айрис                                 | Iris                                  | Айрис Мёрдок в молодости |
| 2003      | ф   | Жизнь Дэвида Гейла                    | The Life of David Gale                | Битси Блум               |
| 2004      | ф   | Вечное сияние чистого разума          | Eternal Sunshine of the Spotless Mind | Клементина Кручински     |
| 2004      | ф   | Волшебная страна                      | Finding Neverland                     | Сильвия Ллевелин Дэвис   |
| 2004      | тф  | Львиная семейка                       | Pride                                 | Зуки                     |
| 2005      | ф   | Любовь и сигареты                     | Romance & Cigarettes                  | Тула                     |
| 2005      | с   | Массовка                              | Extras                                | в роли самой себя        |
| 2006      | ф   | Вся королевская рать                  | All the King’s Men                    | Энн Стэнтон              |
| 2006      | ф   | Как малые дети                        | Little Children                       | Сара Пирс                |
| 2006      | мф  | Смывайся!                             | Flushed Away                          | Рита Мэлоун              |
| 2006      | ф   | Отпуск по обмену                      | The Holiday                           | Айрис                    |
| 2008      | ф   | Чтец                                  | The Reader                            | Ханна Шмиц               |
| 2008      | ф   | Дорога перемен                        | Revolutionary Road                    | Эйприл Уилер             |
| 2011      | мтф | Милдред Пирс                          | Mildred Pierce                        | Милдред Пирс             |
| 2011      | ф   | Заражение                             | Contagion                             | доктор Эрин Мирс         |
| 2011      | ф   | Резня                                 | God of Carnage                        | Нэнси Коуэн              |
| 2013      | ф   | Movie 43                              | Movie 43                              | Бет                      |
| 2013      | ф   | День труда                            | Labor Day                             | Адель Уилер              |
| 2014      | ф   | Дивергент                             | Divergent                             | Джанин Мэттьюс           |
| 2014      | ф   | Версальский роман                     | A Little Chaos                        | Сабин де Барра           |
| 2015      | ф   | Дивергент, глава 2: Инсургент         | The Divergent Series: Insurgent       | Джанин Мэттьюс           |
| 2015      | ф   | Стив Джобс                            | Steve Jobs                            | Джоанна Хоффман          |
| 2015      | ф   | Месть от кутюр                        | The dressmaker                        | Миртл «Тилли» Даннаж     |
| 2016      | ф   | Три девятки                           | Triple Nine                           | Ирина Власлов            |
| 2016      | ф   | Призрачная красота                    | Collateral Beauty                     | Клэр Уилсон              |
| 2017      | ф   | Между нами горы                       | The Mountain Between US               | Алекс Мартин             |
| 2017      | ф   | Колесо чудес                          | Wonder Wheel                          | Джинни                   |
| 2017      | мф  | Мэри и ведьмин цветок                 | メアリと魔女の花                      | Мадам Маблчук            |
| 2019      | мс  | Муми                                  | The Moomins                           | Филифьонка               |
| 2020      | ф   | Аммонит                               | Ammonite                              | Мэри Эннинг              |
| 2021      | с   | Мейр из Исттауна                      | Mare of Easttown                      | Мейр Шиэн                |
| 2022      | ф   | Аватар: Путь воды                     | Avatar: The Way of Water              | Ронал                    |
| 2023      | ф   | Великая                               | Lee                                   | Ли Миллер                |
| 2024      | с   | Режим                                 | The Regime                            | Елена Вернэм             |
| 2025      | ф   | Аватар 3                              | Avatar 3                              | Ронал                    |

### Театр
| Год  | Название            | Место проведения           | Роль               | Примечания                 | Ист.   |
| ---- | ------------------- | -------------------------- | ------------------ | -------------------------- | ------ |
| 1994 | Что видел дворецкий | Королевский биржевой театр | Джеральдин Барклай | Адаптация пьесы Джо Ортона | [ 87 ] |

## Награды и номинации
Кейт Уинслет завоевала пять «Золотых глобусов», три премии BAFTA, две премии «Эмми», а также «Оскар» и «Грэмми». Она является одной из немногих актрис, которой удалось выиграть три из четырёх крупнейших американских премий. В 2012 году Кейт Уинслет получила Орден Британской империи за выдающиеся заслуги в кинематографе, и Почётную премию «Сезар».
Полный список наград и номинаций на сайте IMDb.com.
| Награды и номинации                         | Награды и номинации | Награды и номинации                                   | Награды и номинации                                     | Награды и номинации |
| Награда                                     | Год                 | Категория                                             | Работа                                                  | Результат           |
| ------------------------------------------- | ------------------- | ----------------------------------------------------- | ------------------------------------------------------- | ------------------- |
| Оскар                                       | 1996                | Лучшая женская роль второго плана                     | Разум и чувства                                         | Номинация           |
| Оскар                                       | 1998                | Лучшая женская роль                                   | Титаник                                                 | Номинация           |
| Оскар                                       | 2002                | Лучшая женская роль второго плана                     | Айрис                                                   | Номинация           |
| Оскар                                       | 2005                | Лучшая женская роль                                   | Вечное сияние чистого разума                            | Номинация           |
| Оскар                                       | 2007                | Лучшая женская роль                                   | Как малые дети                                          | Номинация           |
| Оскар                                       | 2009                | Лучшая женская роль                                   | Чтец                                                    | Победа              |
| Оскар                                       | 2016                | Лучшая женская роль второго плана                     | Стив Джобс                                              | Номинация           |
| AACTA Awards                                | 2015                | Лучшая женская роль                                   | Месть от кутюр                                          | Победа              |
| AACTA Awards                                | 2015                | Лучшая женская роль второго плана                     | Стив Джобс                                              | Номинация           |
| BAFTA                                       | 1996                | Лучшая женская роль второго плана                     | Разум и чувства                                         | Победа              |
| BAFTA                                       | 2002                | Лучшая женская роль второго плана                     | Айрис                                                   | Номинация           |
| BAFTA                                       | 2005                | Лучшая женская роль                                   | Волшебная страна                                        | Номинация           |
| BAFTA                                       | 2005                | Лучшая женская роль                                   | Вечное сияние чистого разума                            | Номинация           |
| BAFTA                                       | 2007                | Лучшая женская роль                                   | Как малые дети                                          | Номинация           |
| BAFTA                                       | 2009                | Лучшая женская роль                                   | Дорога перемен                                          | Номинация           |
| BAFTA                                       | 2009                | Лучшая женская роль                                   | Чтец                                                    | Победа              |
| BAFTA                                       | 2016                | Лучшая женская роль второго плана                     | Стив Джобс                                              | Победа              |
| BAFTA TV Award                              | 2023                | Лучшая женская роль                                   | Я — Рут                                                 | Победа              |
| Золотой глобус                              | 1996                | Лучшая женская роль второго плана — Кинофильм         | Разум и чувства                                         | Номинация           |
| Золотой глобус                              | 1998                | Лучшая женская роль — драма                           | Титаник                                                 | Номинация           |
| Золотой глобус                              | 2002                | Лучшая женская роль второго плана — Кинофильм         | Айрис                                                   | Номинация           |
| Золотой глобус                              | 2005                | Лучшая женская роль — комедия или мюзикл              | Вечное сияние чистого разума                            | Номинация           |
| Золотой глобус                              | 2007                | Лучшая женская роль — драма                           | Как малые дети                                          | Номинация           |
| Золотой глобус                              | 2009                | Лучшая женская роль второго плана — Кинофильм         | Чтец                                                    | Победа              |
| Золотой глобус                              | 2009                | Лучшая женская роль — драма                           | Дорога перемен                                          | Победа              |
| Золотой глобус                              | 2012                | Лучшая женская роль — комедия или мюзикл              | Резня                                                   | Номинация           |
| Золотой глобус                              | 2012                | Лучшая женская роль — мини-сериал или телефильм       | Милдред Пирс                                            | Победа              |
| Золотой глобус                              | 2014                | Лучшая женская роль — драма                           | День труда                                              | Номинация           |
| Золотой глобус                              | 2016                | Лучшая женская роль второго плана — Кинофильм         | Стив Джобс                                              | Победа              |
| Золотой глобус                              | 2022                | Лучшая женская роль — мини-сериал или телефильм       | Мейр из Исттауна                                        | Победа              |
| Золотой глобус                              | 2025                | Лучшая женская роль — драма                           | Ли                                                      | Номинация           |
| Золотой глобус                              | 2025                | Лучшая женская роль — мини-сериал или телефильм       | Режим                                                   | Номинация           |
| Грэмми                                      | 2000                | Лучший альбом для детей разговорного жанра            | альбом Listen to the Storyteller                        | Победа              |
| Эмми                                        | 2006                | Лучшая приглашённая актриса в комедийном телесериале  | Массовка                                                | Номинация           |
| Эмми                                        | 2011                | Лучшая женская роль в мини-сериале или фильме         | Милдред Пирс                                            | Победа              |
| Эмми                                        | 2021                | Лучшая женская роль в мини-сериале или фильме         | Мейр из Исттауна                                        | Победа              |
| Империя                                     | 1996                | Лучшая британская актриса                             | Небесные создания                                       | Победа              |
| Империя                                     | 1998                | Лучшая британская актриса                             | Гамлет                                                  | Победа              |
| Империя                                     | 1999                | Лучшая британская актриса                             | Титаник                                                 | Победа              |
| Империя                                     | 2000                | Лучшая британская актриса                             | Экспресс в Марракеш                                     | Номинация           |
| Империя                                     | 2001                | Лучшая актриса                                        | Перо маркиза де Сада                                    | Номинация           |
| Империя                                     | 2002                | Лучшая британская актриса                             | Энигма                                                  | Победа              |
| Империя                                     | 2005                | Лучшая британская актриса                             | Вечное сияние чистого разума                            | Победа              |
| Империя                                     | 2007                | Лучшая актриса                                        | Как малые дети                                          | Номинация           |
| Премия Гильдии киноактёров США              | 1996                | Лучшая женская роль второго плана                     | Разум и чувства                                         | Победа              |
| Премия Гильдии киноактёров США              | 1998                | Лучшая женская роль                                   | Титаник                                                 | Номинация           |
| Премия Гильдии киноактёров США              | 2001                | Лучшая женская роль второго плана                     | Перо маркиза де Сада                                    | Номинация           |
| Премия Гильдии киноактёров США              | 2005                | Лучшая женская роль                                   | Вечное сияние чистого разума                            | Номинация           |
| Премия Гильдии киноактёров США              | 2007                | Лучшая женская роль                                   | Как малые дети                                          | Номинация           |
| Премия Гильдии киноактёров США              | 2009                | Лучшая женская роль                                   | Дорога перемен                                          | Номинация           |
| Премия Гильдии киноактёров США              | 2009                | Лучшая женская роль второго плана                     | Чтец                                                    | Победа              |
| Премия Гильдии киноактёров США              | 2012                | Лучшая женская роль в телефильме или мини-сериале     | Милдред Пирс                                            | Победа              |
| Премия Гильдии киноактёров США              | 2016                | Лучшая женская роль второго плана                     | Стив Джобс                                              | Номинация           |
| Премия Гильдии киноактёров США              | 2022                | Лучшая женская роль — мини-сериал или телефильм       | Мейр из Исттауна                                        | Победа              |
| Спутник                                     | 1997                | Лучшая актриса — драма                                | Гамлет                                                  | Номинация           |
| Спутник                                     | 1998                | Лучшая актриса — драма                                | Титаник                                                 | Номинация           |
| Спутник                                     | 2001                | Лучшая актриса — драма                                | Перо маркиза де Сада                                    | Номинация           |
| Спутник                                     | 2002                | Лучшая актриса — драма                                | Айрис                                                   | Номинация           |
| Спутник                                     | 2005                | Лучшая актриса — комедия или мюзикл                   | Вечное сияние чистого разума                            | Номинация           |
| Спутник                                     | 2006                | Лучшая актриса — драма                                | Как малые дети                                          | Номинация           |
| Спутник                                     | 2008                | Лучшая актриса — драма                                | Чтец                                                    | Номинация           |
| Спутник                                     | 2011                | Лучшая актриса — мини-сериал или телефильм            | Милдред Пирс                                            | Победа              |
| Спутник                                     | 2011                | Лучшая актриса второго плана                          | Резня                                                   | Номинация           |
| Спутник                                     | 2016                | Лучшая актриса второго плана                          | Стив Джобс                                              | Номинация           |
| Спутник                                     | 2021                | Лучшая актриса — драма                                | Аммонит                                                 | Номинация           |
| Critics' Choice Movie Awards                | 2005                | Лучшая актриса                                        | Вечное сияние чистого разума                            | Номинация           |
| Critics' Choice Movie Awards                | 2005                | Лучшая актриса второго плана                          | Волшебная страна                                        | Номинация           |
| Critics' Choice Movie Awards                | 2007                | Лучшая актриса                                        | Как малые дети                                          | Номинация           |
| Critics' Choice Movie Awards                | 2009                | Лучшая актриса второго плана                          | Чтец                                                    | Победа              |
| Critics' Choice Movie Awards                | 2016                | Лучшая актриса                                        | Стив Джобс                                              | Номинация           |
| Сатурн                                      | 2005                | Лучшая киноактриса                                    | Вечное сияние чистого разума                            | Номинация           |
| «Сезар»                                     | 2012                | Почётная премия за выдающиеся заслуги в кино          | н/д                                                     | Победа              |
| Ассоциация кинокритиков Остина              | 2015                | Лучшая актриса второго плана                          | Стив Джобс                                              | Номинация           |
| Австралийская Ассоциация кинокритиков       | 2015                | Лучшая актриса                                        | Месть от кутюр                                          | Победа              |
| Общество кинокритиков Бостона               | 2011                | Лучший актёрский состав                               | Резня                                                   | Победа              |
| Ассоциация кинокритиков Огайо               | 2015                | Лучшая актриса второго плана                          | Стив Джобс                                              | Номинация           |
| Ассоциация кинокритиков Чикаго              | 2006                | Лучшая актриса                                        | Как малые дети                                          | Номинация           |
| Ассоциация кинокритиков Чикаго              | 2008                | Лучшая актриса второго плана                          | Чтец                                                    | Победа              |
| Ассоциация кинокритиков Далласа             | 2004                | Лучшая актриса                                        | Вечное сияние чистого разума                            | 3-е место           |
| Ассоциация кинокритиков Далласа             | 2006                | Лучшая актриса                                        | Как малые дети                                          | Номинация           |
| Ассоциация кинокритиков Далласа             | 2008                | Лучшая актриса                                        | Дорога перемен                                          | Номинация           |
| Ассоциация кинокритиков Далласа             | 2015                | Лучшая актриса второго плана                          | Стив Джобс                                              | 3-е место           |
| Общество кинокритиков Денвера               | 2016                | Лучшая актриса второго плана                          | Стив Джобс                                              | Номинация           |
| Общество кинокритиков Детройта              | 2008                | Лучшая актриса                                        | Дорога перемен                                          | Победа              |
| Общество кинокритиков Детройта              | 2008                | Лучший актёрский ансамбль                             | Дорога перемен                                          | Номинация           |
| Общество кинокритиков Детройта              | 2011                | Лучший актёрский ансамбль                             | Резня                                                   | Победа              |
| Дублинский кружок кинокритиков              | 2006                | Лучшая актриса                                        | Как малые дети                                          | Номинация           |
| Австралийский кружок кинокритиков           | 2015                | Лучшая актриса                                        | Месть от кутюр                                          | Победа              |
| Ассоциация кинокритиков Грузии              | 2011                | Лучший актёрский ансамбль                             | Заражение                                               | Номинация           |
| Ассоциация кинокритиков Грузии              | 2016                | Лучшая актриса второго плана                          | Стив Джобс                                              | Номинация           |
| Общество кинокритиков Хьюстона              | 2008                | Лучшая актриса                                        | Дорога перемен                                          | Номинация           |
| Общество кинокритиков Хьюстона              | 2015                | Лучшая актриса второго плана                          | Стив Джобс                                              | Номинация           |
| Ассоциация киножурналистов Индианы          | 2016                | Лучшая актриса                                        | Стив Джобс                                              | Номинация           |
| Cinephile Society Awards                    | 2005                | Лучшая актриса                                        | Вечное сияние чистого разума                            | Победа              |
| Ассоциация кинокритиков Айовы               | 2016                | Лучшая актриса                                        | Стив Джобс                                              | Победа              |
| Кружок кинокритиков Канзаса                 | 2016                | Лучшая актриса второго плана                          | Стив Джобс                                              | Номинация           |
| Общество кинокритиков Лас-Вегаса            | 2016                | Лучшая актриса второго плана                          | Стив Джобс                                              | Номинация           |
| Лондонский кружок кинокритиков              | 1995                | Британская актриса года                               | Небесные создания                                       | Победа              |
| Лондонский кружок кинокритиков              | 1998                | Британская актриса года                               | Титаник                                                 | Номинация           |
| Лондонский кружок кинокритиков              | 2001                | Британская актриса года                               | Перо маркиза де Сада                                    | Номинация           |
| Лондонский кружок кинокритиков              | 2004                | Британская актриса года                               | Вечное сияние чистого разума                            | Победа              |
| Лондонский кружок кинокритиков              | 2006                | Британская актриса года                               | Как малые дети                                          | Номинация           |
| Лондонский кружок кинокритиков              | 2008                | Британская актриса года                               | Чтец                                                    | Номинация           |
| Лондонский кружок кинокритиков              | 2008                | Британская актриса года                               | Дорога перемен                                          | Победа              |
| Лондонский кружок кинокритиков              | 2015                | Британская актриса года                               | Месть от кутюр                                          | Номинация           |
| Лондонский кружок кинокритиков              | 2015                | Британская актриса года                               | Стив Джобс                                              | Победа              |
| Лондонский кружок кинокритиков              | 2017                | Премия Дилиса Пауэлла                                 | н/д                                                     | Победа              |
| Ассоциация кинокритиков Лос-Анджелеса       | 2001                | Лучшая актриса второго плана                          | Айрис                                                   | Победа              |
| Национальное общество кинокритиков США      | 1999                | Лучшая женская роль                                   | Священный дым                                           | Номинация           |
| Национальное общество кинокритиков США      | 2016                | Лучшая женская роль                                   | Стив Джобс                                              | 3-е место           |
| Общество кинокритиков Нью-Йорка             | 1999                | Лучшая актриса                                        | Священный дым                                           | 2-е место           |
| Общество кинокритиков Нью-Йорка             | 2004                | Лучшая актриса                                        | Вечное сияние чистого разума                            | 2-е место           |
| Общество кинокритиков Нью-Йорка             | 2008                | Лучшая актриса                                        | Дорога перемен                                          | Номинация           |
| Общество онлайн-кинокритиков Нью-Йорка      | 2015                | Лучшая актриса                                        | Стив Джобс                                              | 2-е место           |
| Общество онлайн кинокритиков                | 1997                | Лучшая актриса                                        | Титаник                                                 | Номинация           |
| Общество онлайн кинокритиков                | 2004                | Лучшая актриса                                        | Вечное сияние чистого разума                            | Победа              |
| Общество онлайн кинокритиков                | 2006                | Лучшая актриса                                        | Как малые дети                                          | Номинация           |
| Общество онлайн кинокритиков                | 2008                | Лучшая актриса                                        | Чтец                                                    | Номинация           |
| Общество онлайн кинокритиков                | 2008                | Лучшая актриса                                        | Дорога перемен                                          | Номинация           |
| Общество онлайн кинокритиков                | 2015                | Лучшая актриса                                        | Стив Джобс                                              | Номинация           |
| Общество кинокритиков Феникса               | 2011                | Лучший актёрский ансамбль                             | Заражение                                               | Номинация           |
| Общество кинокритиков Феникса               | 2015                | Лучшая актриса                                        | Стив Джобс                                              | Номинация           |
| Общество кинокритиков Сан-Диего             | 2008                | Лучшая актриса                                        | Чтец                                                    | Победа              |
| Общество кинокритиков Сан-Диего             | 2011                | Лучший актёрский ансамбль                             | Резня                                                   | Номинация           |
| Общество кинокритиков Сиэтла                | 2016                | Лучшая актриса второго плана                          | Стив Джобс                                              | Номинация           |
| Общество кинокритиков Сиэтла                | 2016                | Лучший актёрский ансамбль                             | Стив Джобс                                              | Номинация           |
| Ассоциация кинокритиков Сент-Луиса          | 2006                | Лучшая актриса                                        | Как малые дети                                          | Номинация           |
| Ассоциация кинокритиков Сент-Луиса          | 2008                | Лучшая актриса                                        | Чтец / Дорога перемен                                   | Победа              |
| Ассоциация кинокритиков Сент-Луиса          | 2015                | Лучшая актриса                                        | Стив Джобс                                              | Номинация           |
| Ассоциация кинокритиков Юго-Востока         | 2008                | Лучшая актриса                                        | Чтец                                                    | 2-е место           |
| Ассоциация кинокритиков Юго-Востока         | 2016                | Лучшая актриса                                        | Стив Джобс                                              | 2-е место           |
| Кружок кинокритиков Ванкувера               | 2006                | Лучшая актриса                                        | Как малые дети                                          | Номинация           |
| Кружок кинокритиков Ванкувера               | 2008                | Лучшая актриса                                        | Чтец / Дорога перемен                                   | Победа              |
| Ассоциация кинокритиков Вашингтона          | 2004                | Лучшая актриса                                        | Вечное сияние чистого разума                            | Номинация           |
| Ассоциация кинокритиков Вашингтона          | 2004                | Лучший актёрский ансамбль                             | Вечное сияние чистого разума                            | Победа              |
| Ассоциация кинокритиков Вашингтона          | 2015                | Лучшая актриса                                        | Стив Джобс                                              | Номинация           |
| Ассоциация кинокритиков Вашингтона          | 2015                | Лучший актёрский ансамбль                             | Стив Джобс                                              | Номинация           |
| Альянс женщин-журналистов                   | 2006                | Лучшая актриса                                        | Как малые дети                                          | Номинация           |
| Альянс женщин-журналистов                   | 2006                | Лучший актёрский ансамбль                             | Как малые дети                                          | Номинация           |
| Альянс женщин-журналистов                   | 2009                | Лучшая актриса                                        | Чтец / Дорога перемен                                   | Победа              |
| Альянс женщин-журналистов                   | 2009                | Выдающиеся достижения в киноиндустрии                 | н/д                                                     | Номинация           |
| Альянс женщин-журналистов                   | 2015                | Лучшая актриса                                        | Стив Джобс                                              | Номинация           |
| Премия «Британия»                           | 2007                | Британский артист года                                | н/д                                                     | Победа              |
| Bambi Awards                                | 2009                | Лучшая международная актриса                          | Чтец                                                    | Победа              |
| Премия британского независимого кино        | 2001                | Лучшая актриса                                        | Энигма                                                  | Номинация           |
| Премия британского независимого кино        | 2015                | Лучшая актриса                                        | Стив Джобс                                              | Победа              |
| Elle Women In Hollywood Awards              | 2015                | Женщина года                                          | н/д                                                     | Победа              |
| Европейская киноакадемия                    | 1998                | Лучшая актриса                                        | Титаник                                                 | Победа              |
| Европейская киноакадемия                    | 1998                | Выдающиеся достижения в кино                          | н/д                                                     | Номинация           |
| Европейская киноакадемия                    | 2002                | Лучшая актриса                                        | Айрис                                                   | Победа              |
| Европейская киноакадемия                    | 2009                | Лучшая актриса                                        | Чтец                                                    | Победа              |
| Европейская киноакадемия                    | 2012                | Лучшая актриса                                        | Резня                                                   | Номинация           |
| Dorian Awards                               | 2011                | Лучшая телеактриса                                    | Милдред Пирс                                            | Номинация           |
| Gransito Awards                             | 2009                | Лучшая экранная пара (совместно с Леонардо Ди Каприо) | Дорога перемен                                          | Победа              |
| Золотая камера                              | 2001                | Лучшая международная актриса                          | Титаник                                                 | Победа              |
| Готэм                                       | 2006                | Tribute                                               | н/д                                                     | Победа              |
| Harper’s Bazaar Women of the Year Awards    | 2015                | British Icon Award                                    | н/д                                                     | Победа              |
| Hollywood Film Awards                       | 2017                | Лучшая актриса                                        | Колесо чудес                                            | Победа              |
| Irish Film’s Television Academy             | 2007                | Лучшая международная актриса                          | Отпуск по обмену                                        | Номинация           |
| Italian Online Movie Awards                 | 2005                | Лучшая актриса                                        | Вечное сияние чистого разума                            | Победа              |
| Italian Online Movie Awards                 | 2009                | Лучшая актриса                                        | Дорога перемен                                          | Победа              |
| New Zealand film and television Awards      | 1995                | Лучшая зарубежная актриса                             | Небесные создания                                       | Победа              |
| Online Film & Television Association Awards | 1997                | Лучшая актриса                                        | Титаник                                                 | Победа              |
| Online Film & Television Association Awards | 2004                | Лучшая актриса                                        | Вечное сияние чистого разума                            | Номинация           |
| Online Film & Television Association Awards | 2006                | Лучшая актриса                                        | Как малые дети                                          | Номинация           |
| Online Film & Television Association Awards | 2008                | Лучшая актриса                                        | Дорога перемен                                          | Номинация           |
| Online Film & Television Association Awards | 2008                | Лучшая актриса второго плана                          | Чтец                                                    | Победа              |
| Online Film & Television Association Awards | 2011                | Лучшая актриса                                        | Милдред Пирс                                            | Победа              |
| Online Film & Television Association Awards | 2015                | Лучшая актриса второго плана                          | Стив Джобс                                              | Номинация           |
| Рембрандт                                   | 2011                | Лучшая международная актриса                          | Резня                                                   | Номинация           |
| Variety Club of Great Britain               | 1999                | Актриса года                                          | н/д                                                     | Победа              |
| Кинофестиваль в Палм-Спрингс                | 2007                | Лучшая актриса                                        | Как малые дети                                          | Победа              |
| Кинофестиваль в Палм-Спрингс                | 2009                | Лучший актёрский ансамбль                             | Дорога перемен                                          | Победа              |
| Sannio Film Festival                        | 2009                | Лучшая актриса                                        | Чтец                                                    | Номинация           |
| Кинофестиваль в Санта-Барбаре               | 2005                | Лучшая актриса                                        | Вечное сияние чистого разума / Волшебная страна         | Победа              |
| Кинофестиваль в Санта-Барбаре               | 2009                | Премия Монтесито                                      | Дорога перемен                                          | Победа              |
| Венецианский кинофестиваль                  | 1999                | Премия Эльвиры Нотари                                 | Священный дым                                           | Победа              |
| Blockbuster Entertainment Awards            | 1998                | Любимая актриса — драма                               | Титаник                                                 | Победа              |
| Blockbuster Entertainment Awards            | 2001                | Любимая актриса — драма                               | Перо маркиза де Сада                                    | Номинация           |
| MTV Movie Awards                            | 1998                | Лучшая женская роль                                   | Титаник                                                 | Номинация           |
| MTV Movie Awards                            | 1998                | Лучший экранный дуэт (совместно с Леонардо Ди Каприо) | Титаник                                                 | Номинация           |
| MTV Movie Awards                            | 1998                | Лучший поцелуй (совместно с Леонардо Ди Каприо)       | Титаник                                                 | Номинация           |
| MTV Movie Awards                            | 2009                | Лучшая женская роль                                   | Чтец                                                    | Номинация           |
| People's Choice Awards                      | 2005                | Любимая актриса                                       | Вечное сияние чистого разума                            | Номинация           |
| People's Choice Awards                      | 2005                | Любимая экранная пара                                 | Вечное сияние чистого разума (совместно с Джимом Керри) | Номинация           |
| People's Choice Awards                      | 2005                | Любимая экранная пара                                 | Волшебная страна (совместно с Джонни Деппом)            | Номинация           |
| People's Choice Awards                      | 2015                | Любимая драматическая киноактриса                     | Стив Джобс                                              | Номинация           |
| Teen Choice Awards                          | 2005                | Выбор фильма: Драматическая актриса                   | Волшебная страна                                        | Номинация           |
| Teen Choice Awards                          | 2014                | Выбор фильма: Злодей                                  | Дивергент                                               | Номинация           |
| Teen Choice Awards                          | 2015                | Выбор фильма: Злодей                                  | Дивергент, глава 2: Инсургент                           | Номинация           |
| Manchester Evening News Theatre Awards      | 1994                | Лучшая актриса в пьесе                                | Что видел дворецкий                                     | Номинация           |
| Earphones Awards                            | 2014                | Лучшая аудиокнига                                     | Matilda                                                 | Победа              |
| Odyssey Awards                              | 2014                | Лучшая аудиокнига                                     | Matilda                                                 | Победа              |
| Голливудская «Аллея славы»                  | 2014                | Именная звезда за вклад в киноиндустрию               | н/д                                                     | Победа              |